# Dorfkirche Holzendorf

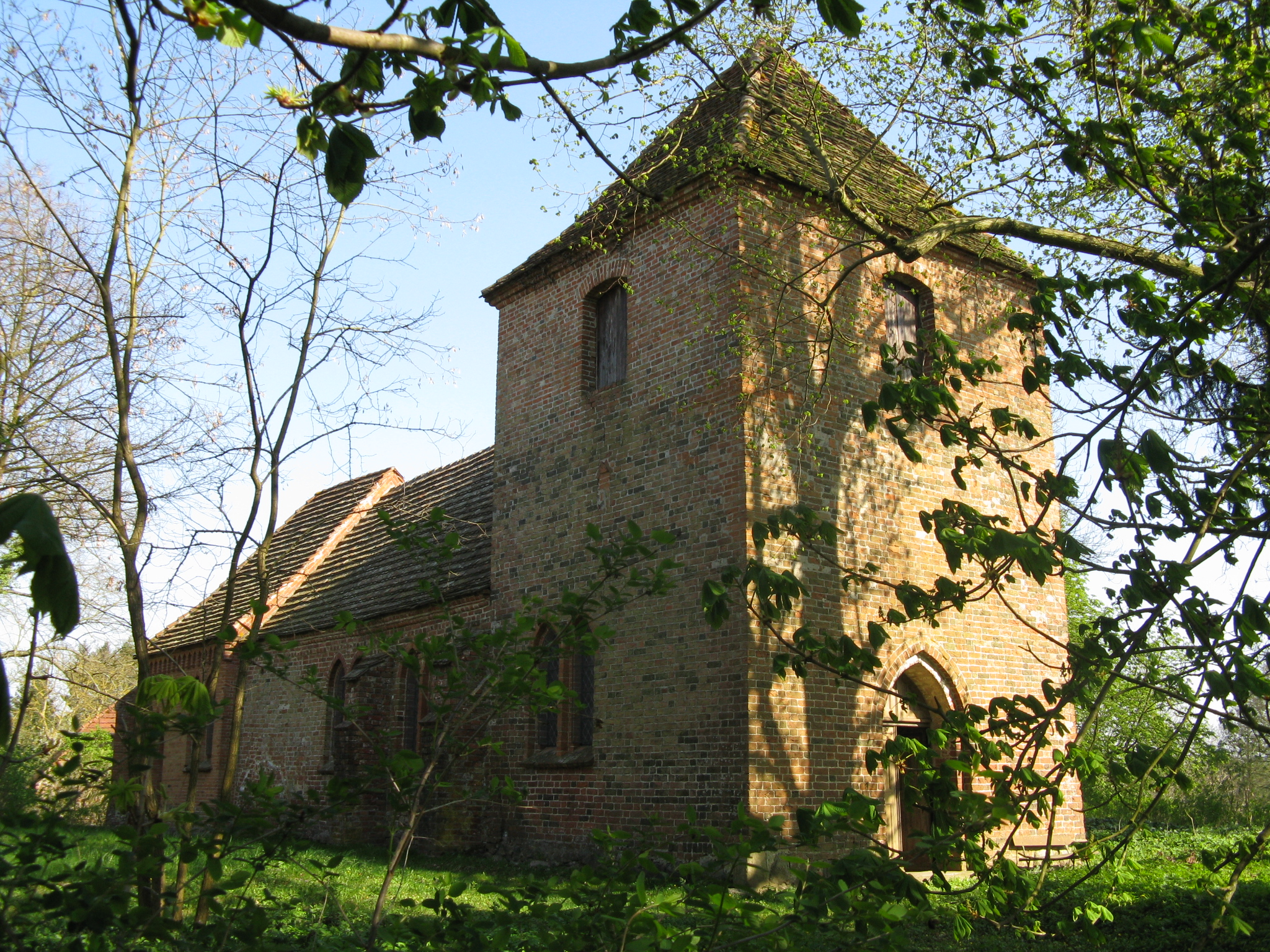
Dorfkirche Holzendorf (2009)

Die Dorfkirche Holzendorf ist eine kleine Backsteinkirche im Ortsteil Holzendorf der Gemeinde Kuhlen-Wendorf im Landkreis Ludwigslust-Parchim in Mecklenburg-Vorpommern.

## Geschichte
Bischof Brunward von Schwerin verlieh 1235 dem Kloster Rühn zehn Hufen des Ortes Holtzendorff (Holzendorf). Diese hatte ihm der Ritter Thetlev von Gadebusch als Lehen gegeben. Weitere Urkunden, auch zur Gründung und Dotierung der Kirche, liegen nicht vor. Der Legende nach soll auch die Kirche in Holzendorf neben den Kirchen in Hohen Viecheln, Bibow, Wamckow, Herzberg, Müsselmow und Brüel von Helmold von Plesse gegründet und dotiert worden sein, der als Ministerialer und Militärführer Heinrichs des Löwen nach Mecklenburg gekommen war.
1652 gab Müsselmow gemeinsam mit Wendorf sein Kirchenpatronat auf und wurde mit Holzendorf zusammen gelegt. 1672 fand zum Kirchenpatronat noch ein Vergleich zwischen den Familien von Plessen auf Müsselmow und den von Schack auf Wendorf statt, die zeitweise auch die Pfarre zu Holzendorf innehatten. 1707 trennte sich Müsselmow von Holzendorf, kam aber schon 1739 zur Holzendorfer Pfarre wieder zurück. 1776 fand dann auch in Holzendorf eine Visitation der geistlichen Bauten statt.
Holzendorf war zu Zeiten der von Plessen ein Nebengut von Müsselmow. Ab 1790 kamen beide Güter an den Hofjägermeister Gideon Hellmuth Ernst von Hopffgarten auf Gustävel. Zwischen 1799 und 1801 gab es mehrere Prozesse um die Lehnsgüter Müsselmow und Holzendorf im Amt Crivitz. 1810 kaufte der Königlich Preußische Rittmeister im Husaren-Regiment von Wolky, Ferdinand von Raven mit Müsselmow auch Holzendorf. Von 1813 bis 1830 war er Klosterhauptmann im Kloster Dobbertin.

## Pastoren
Namen und Jahreszahlen bezeichnen die nachweisbare Erwähnung als Pastor.
- 1612–1620 Georg Schröder
- 1639–1660 Adam Lembke
- 1661–1662 Simon Spendin
- 1663–1708 Diederich Schönfeld, war 45 Jahre in Holzendorf
- 1709–1720 Philipp Schulz, Grabstein auf dem Kirchhof
- 1737–1762 Johann Wilhelm Siggelkow
- 1765–1776 Johann Christian Bernstorf
- 1777–1787 Johann Christian Heinrich Riedel
- 1788–1829 Nicolaus Jacob Heinrich Eggebrecht
- 1901–1914 Heinrich Schliemann
- 1924–1927 Herbert Propp
- 1927–1936 Woldemar Freiherr von Engelhardt
- 1937–1947 Hermann Delfs
- 1947–1948 Hans Kruse
- 1949–1956 Dr. phil. Wolfgang Schmidt
- 1956–1961 Dieter Ahrens
- 1962–1973 Gerhard Dück

## Baugeschichte

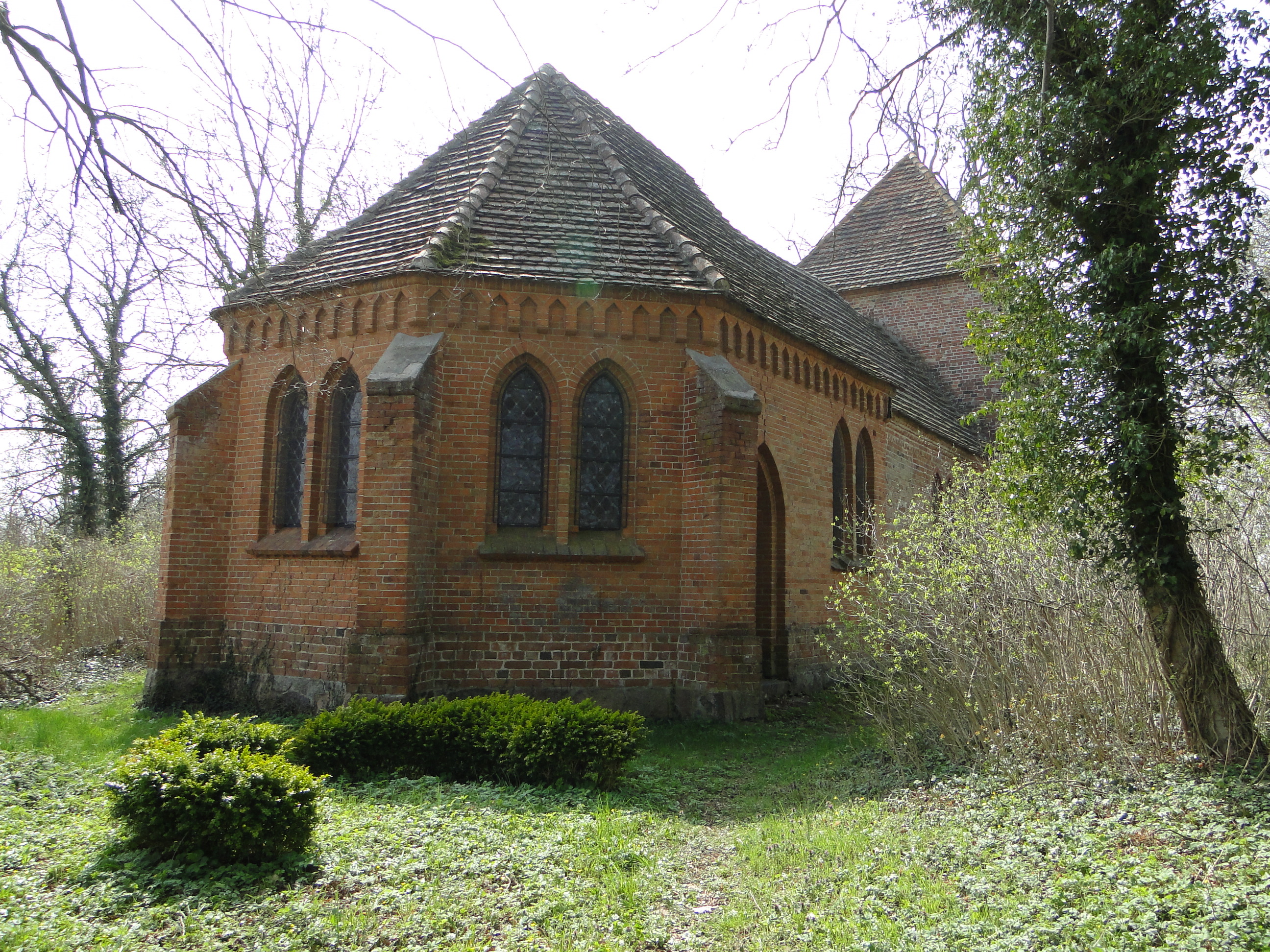
Nordostansicht (2013)

Wie die Kirche in Müsselmow soll auch die in Holzendorf von Helmold von Plessen gegründet worden sein. Auf einer Anhöhe gelegen, soll die Kirche Ende des 15. Jahrhunderts erbaut worden sein. Da sie sehr klein war, erfolgte an der Ostseite des schlichten, schmucklosen Kirchenbaus 1855 ein Choranbau.

### Äußeres
Die kleine einschiffige Backsteinkirche besteht aus einem mittelalterlichen Schiff mit zwei Fuß dickem Mauerwerk und abgetreppten Strebepfeilern, einem neugotischen Chor und einem Westturm von gleicher Breite wie das Langhaus. Die Fenster des Kirchenraums in Langhaus und Turm sind neugotisch verändert. Original gotisch erscheint das heute zugemauerte Südportal. Die Schallluken des Turms lassen eine Gestaltung im 17. oder 18. Jahrhundert vermuten, obwohl auch im Mittelalter Segmentbogenfenster gebaut wurden.
Das nicht sehr hohe Pyramidendach des Turms und die Dächer von Schiff und Chor sind mit Biberschwanzziegeln gedeckt.

### Inneres

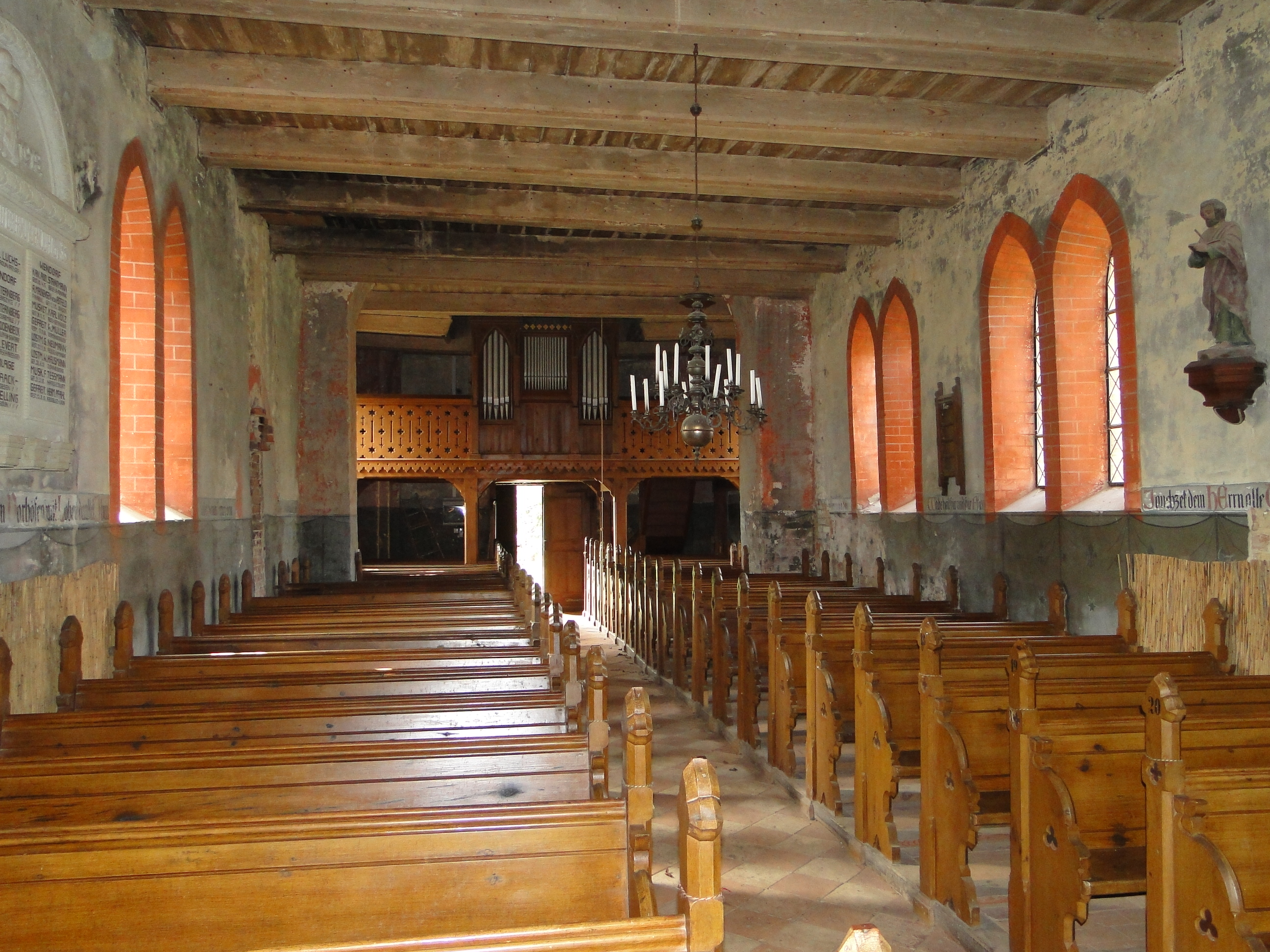
Innenraum (2013)

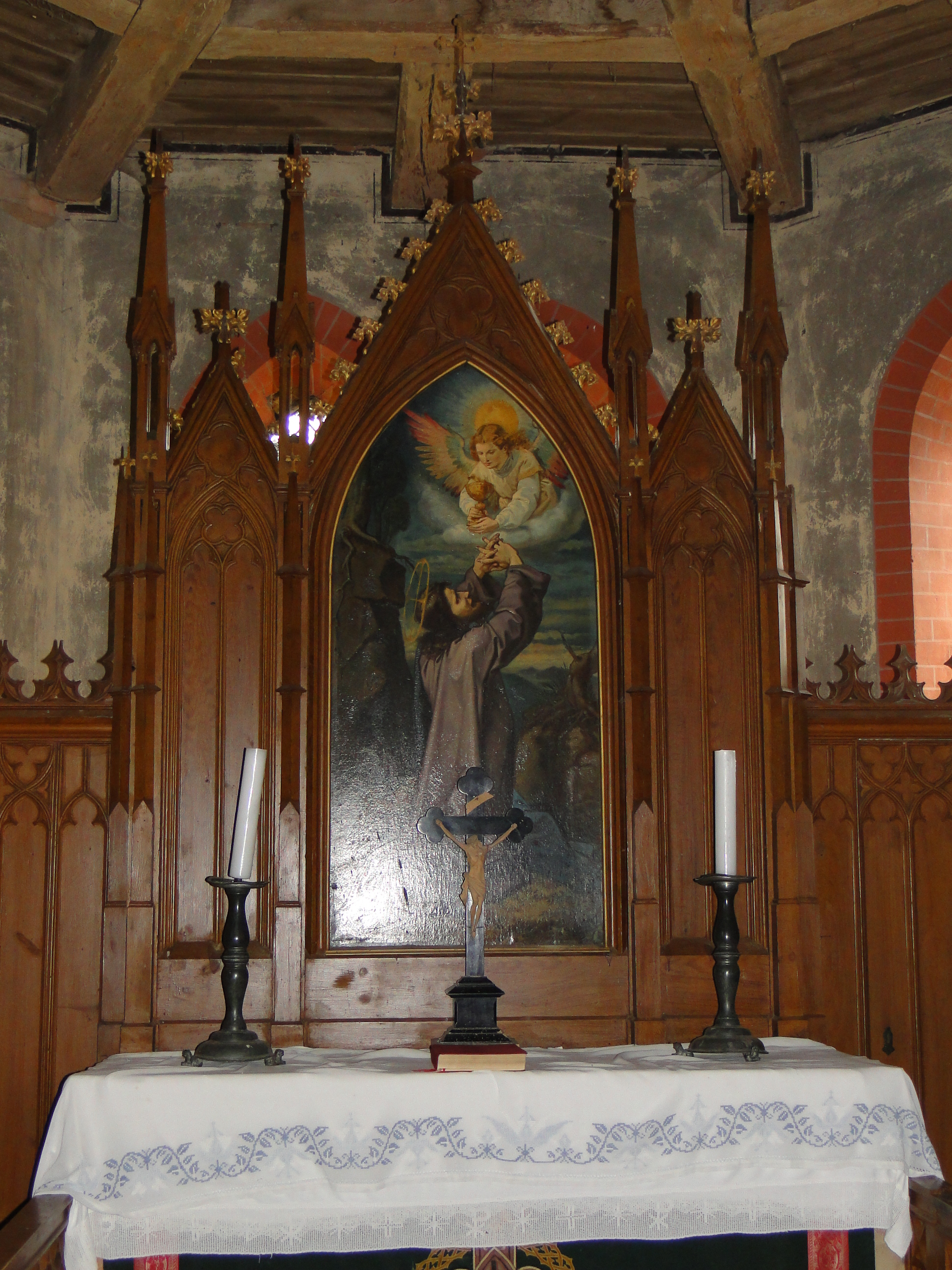
Altar (2013)

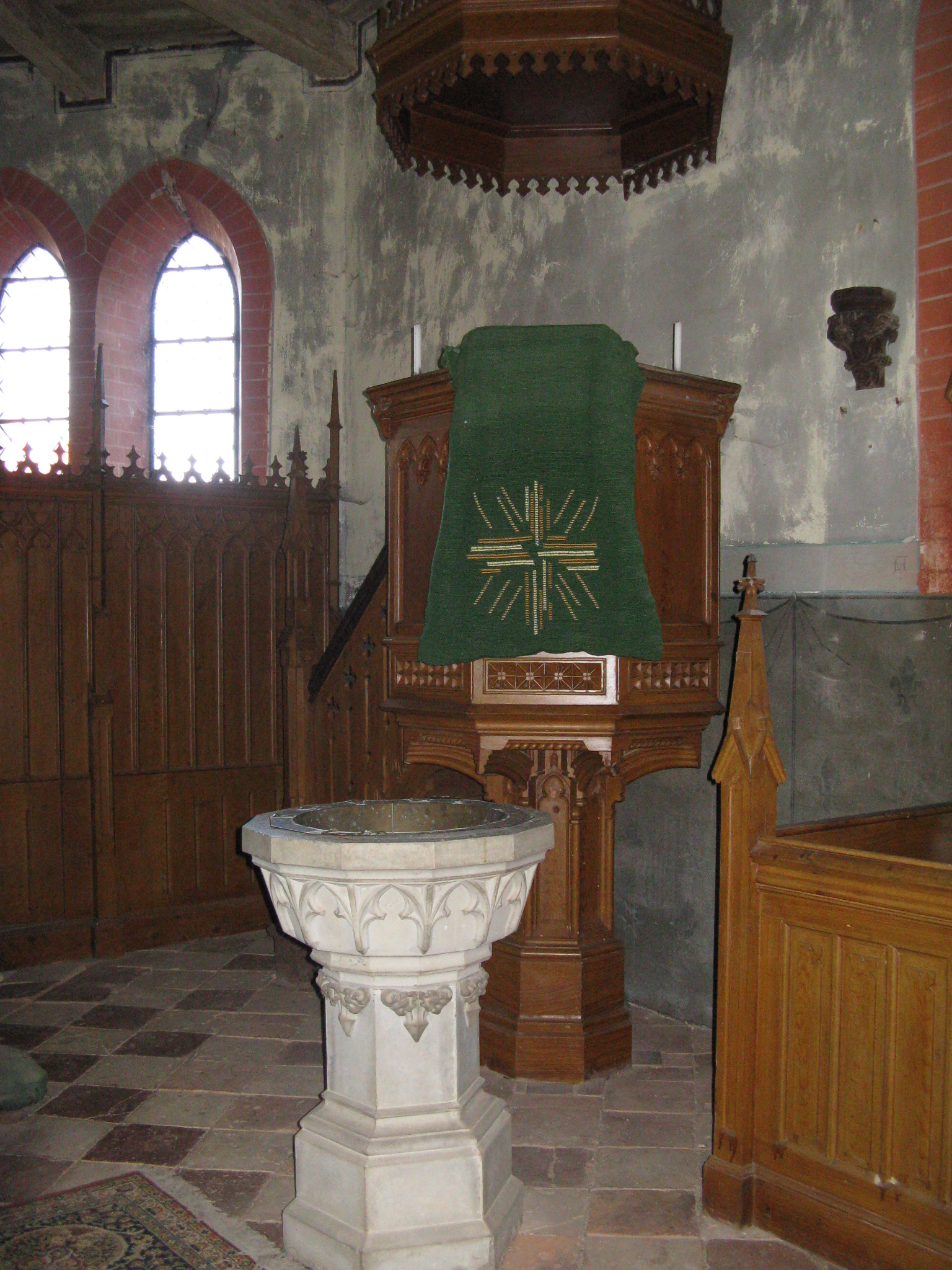
Kanzel und Taufstein (2009)

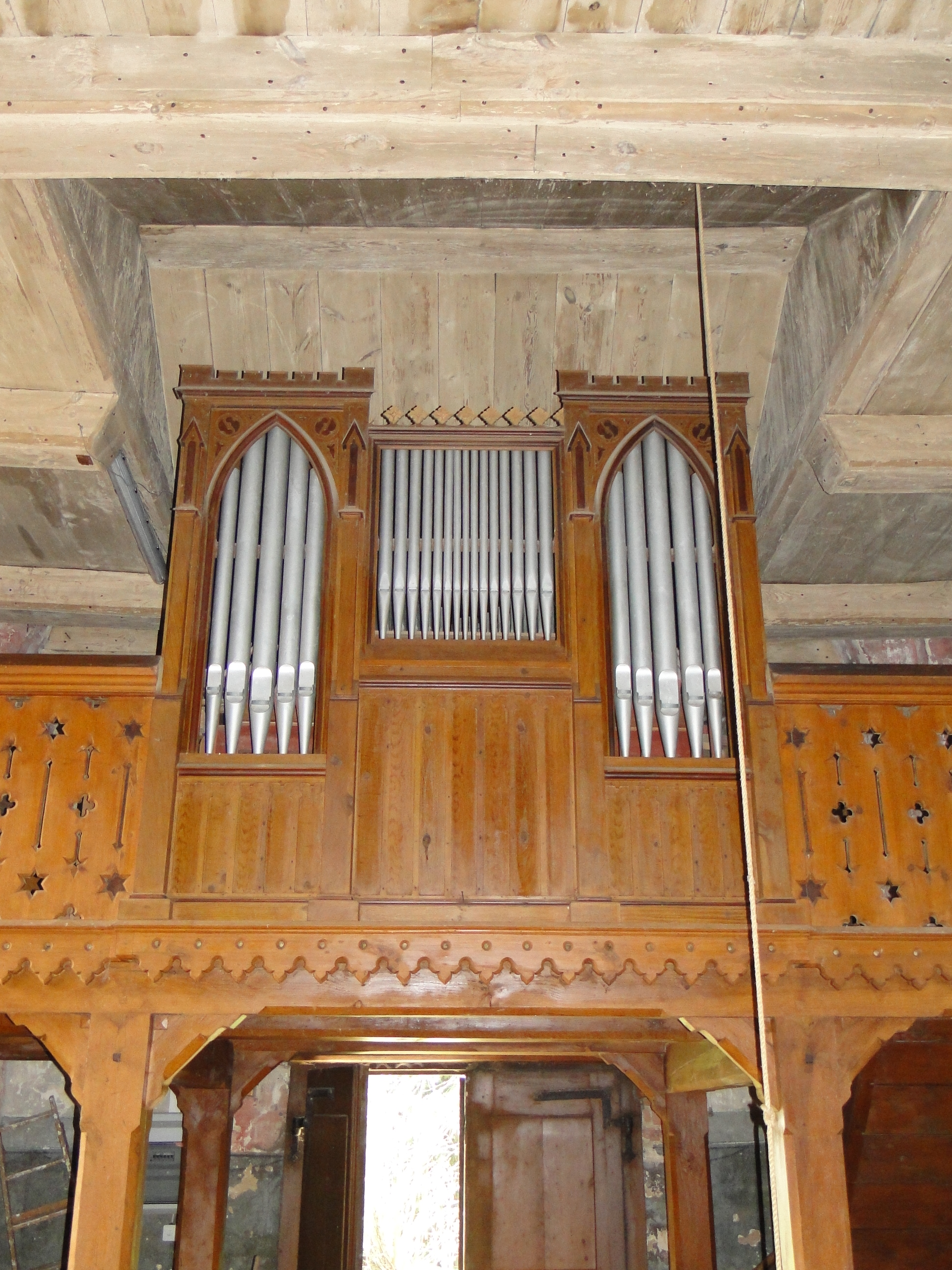
Orgel (2013)

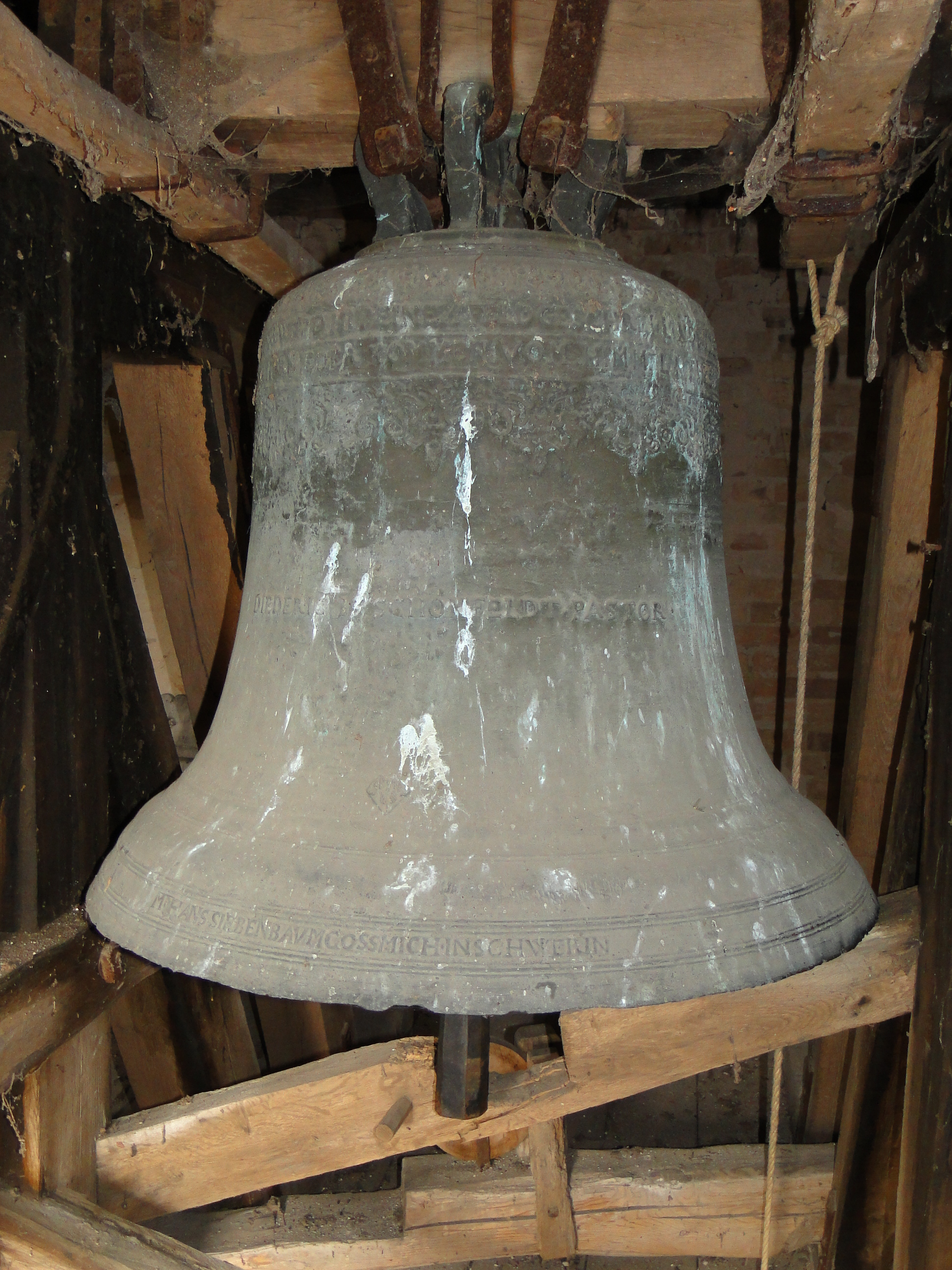
Glocke von 1707(2013)

Das Innere der Holzendorfer Kirche mit seiner flachen Holzbalkendecke war bis zur Restaurierung um 1850 ohne allen Schmuck, verunstaltet und sehr verfallen …. An der Nordwand hingen vier Statuen aus Ton, die Christus als Hirten und Prediger und die beiden Evangelisten Markus und Johannes darstellten. Zwei sind noch vorhanden.

#### Altar und Kanzel
Vor 1840 stand die Kanzel noch oberhalb vom Altar in der geraden Altarwand. Ein Engel und ein holzgeschnitztes Marienbild waren Reste der vorreformatorischen Zeit. Das heutige Altargemälde Christus in Gethsemane wurde 1878 von Karl Christian Andreae aus Dresden gemalt. Der Altar ist von einem geschnitzten Gitter umgeben.
Die Kanzel aus der ersten Hälfte des 17. Jahrhunderts ist ein Geschenk des Patrons Hellmuth von Plessen auf Müsselmow.
Der Taufstein aus Beton ist eine neuzeitliche Zutat.

#### Orgel
Die in der Westempore eingebaute Orgel mit Manual und angehängtem Pedal ohne eigenes Register wurde 1861 von dem Schweriner Orgelbauer Friedrich Friese III geschaffen. Die letzte Restaurierung erfolgte 2006 durch den Orgelbauer Andreas Arnold aus Plau am See.

#### Glocken
Schlie beschrieb in seinem Band 3 der Kunst- und Geschichts-Denkmäler des Großherzogthums Mecklenburg-Schwerin zwei Glocken. Die größere hat die Inschrift Patron Klaus Christoph von Schack und Pastor Diederich Schöfeldt und wurde 1707 von Siebenbaum in Schwerin gegossen. Die kleine hatte 1855 der Hofglockengießer Peter Martin Hausbrandt in Wismar gegossen. Schon 1652 soll unter dem Patron Erneke von Schack eine Glocke gegossen worden sein.
Nur die Glocke von 1707 ist noch vorhanden.

## Heutige Kirchengemeinde
Die Kirchengemeinde Holzendorf, Müsselmow, Tempzin und Brüel gehört zur Propstei Wismar im Kirchenkreis Mecklenburg der Nordkirche (Nordkirche).

### Gedruckte Quellen
- Mecklenburgisches Urkundenbuch (MUB)
- Mecklenburgische Jahrbücher (MJB)

### Ungedruckte Quellen
- Landeshauptarchiv Schwerin (LHAS)
  - LHAS 5.12-7/1 Mecklenburgisch-Schwerinsches Ministerium für Unterricht, Kunst, geistliche und Medizinalangelegenheiten, Nr. 4691, 4698.
  - LHAS 9.1-1 Reichskammergericht, Prozeßakten 1495–1806, Nr. 700.
  - LHAS 10.09-L/6 Personennachlass Lisch, Friedrich. Nr. 126.

- Landeskirchliches Archiv Schwerin (LKAS)
  - LKAS, OKR Schwerin, Specialia, Abt. 2. Holzendorf, Müsselmow Nr. 295.
  - LKAS, OKR Schwerin, Landessuperintendentur Wismar, Holzendorf-Zaschendorf Nr. 37.